# Йохан Норберт Пиколомини
Йохан Норберт или Джовани Норбетро Пиколомини (на немски: Johann Norbert Piccolomini; на италиански: Giovanni Norberto Piccolomini) е италиански благородник и австрийски генерал, останал в историята със своя разрушителен поход на Балканите, след неуспешния опит за османско превземане на Виена по време на т.нар. Голяма турска война.
Генерал Пиколомини заповядва опожаряване на Скопие в 1689 година, за да не позволи завземането му при евентуална контраофанзива от турската армия. Разболява се в Скопие от чума и се изтегля към Призрен, където умира на 9 ноември в същата 1689 година.
Според някои източници умира в Скопие или в Прищина.